# Avidius Cassius
Cassius Avidius of Avidius Cassius was in 175 een Romeinse usurpator, tegenkeizer van Marcus Aurelius in Syria en Alexandria et Aegyptus.
Avidius Cassius was waarschijnlijk uit Syria afkomstig. Hij streed onder Marcus Aurelius en Lucius Verus met veel beleid en geluk tegen de Parthen en elders. Hij veroverde in 163 Edessa, en joeg de Parthen over de Tigris terug. En zuidelijk trekkend, veroverde en verwoestte hij Seleucia en Ctesiphon (165), maar moest later, door honger en pest gedwongen, terugkeren.
In 175 wierp hij zichzelf tot keizer op, maar werd drie maanden later door een van zijn onderbevelhebbers vermoord.

## Referentie
- art. Cassii (18), in J.G. Schlimmer - Z.C. De Boer, Woordenboek der Grieksche en Romeinsche Oudheid, Haarlem, 19203, p. 153.